# 2604-es mellékút (Magyarország)
A 2604-es számú mellékút egy bő hat kilométeres hosszúságú, négy számjegyű mellékút (országos közút) Borsod-Abaúj-Zemplén vármegye északi részén.

## Nyomvonala
A 2603-as útból ágazik ki, annak az 1+250-es kilométerszelvénye közelében, Sajókaza területén. Első, egészen rövid szakaszán Széchenyi István utca néven halad, majd a Radvánszky-kastély mellett keletnek fordul, és az Ady Endre utca nevet veszi fel, a falu vége felé pedig egy kisebb szakaszon Bányász utca a neve. Negyedik kilométerének elérése előtt lép át Szuhakálló területére – ott a települési neve Bajcsy-Zsilinszky Endre út –, és utóbbi község központjában ér véget, beletorkollva a 2605-ös útba, annak 18. kilométere közelében.
Teljes hossza az országos közutak térképes nyilvántartását szolgáló kira.gov.hu adatbázisa szerint 6,163 kilométer.